# Odontoglossum luteopurpureum
Odontoglossum luteopurpureum là một loài phong lan đặc hữu của Colombia.

## Hình ảnh

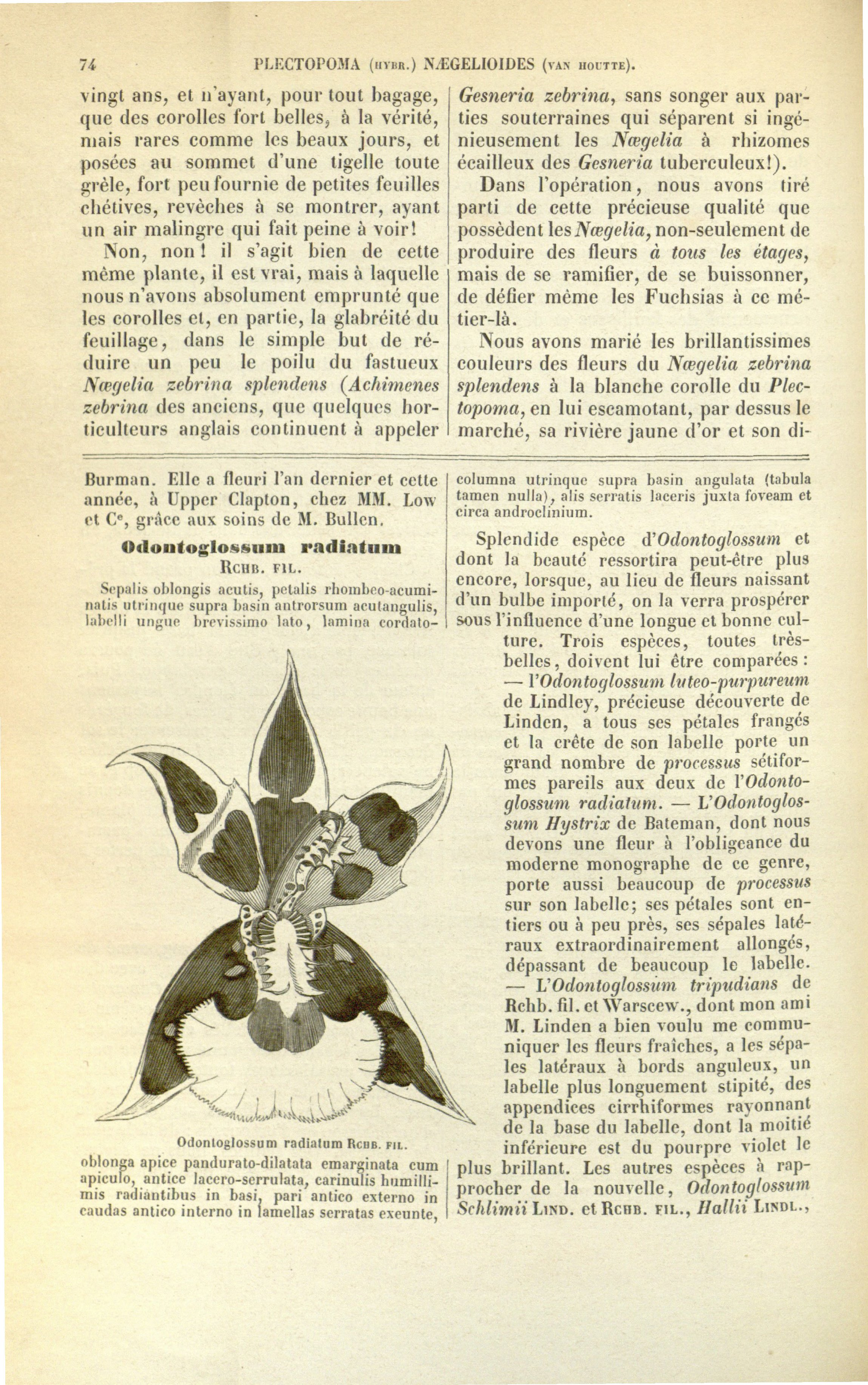
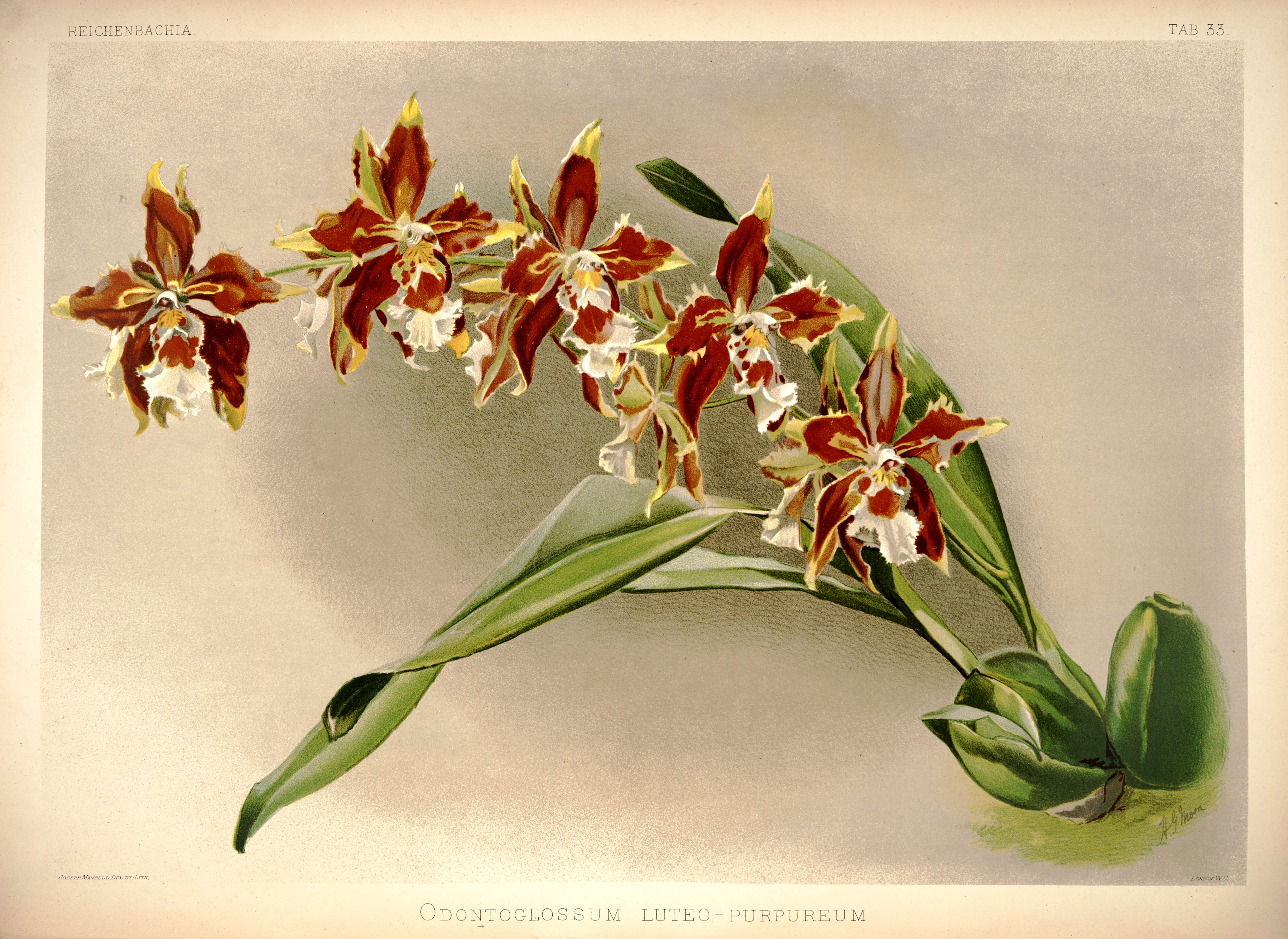
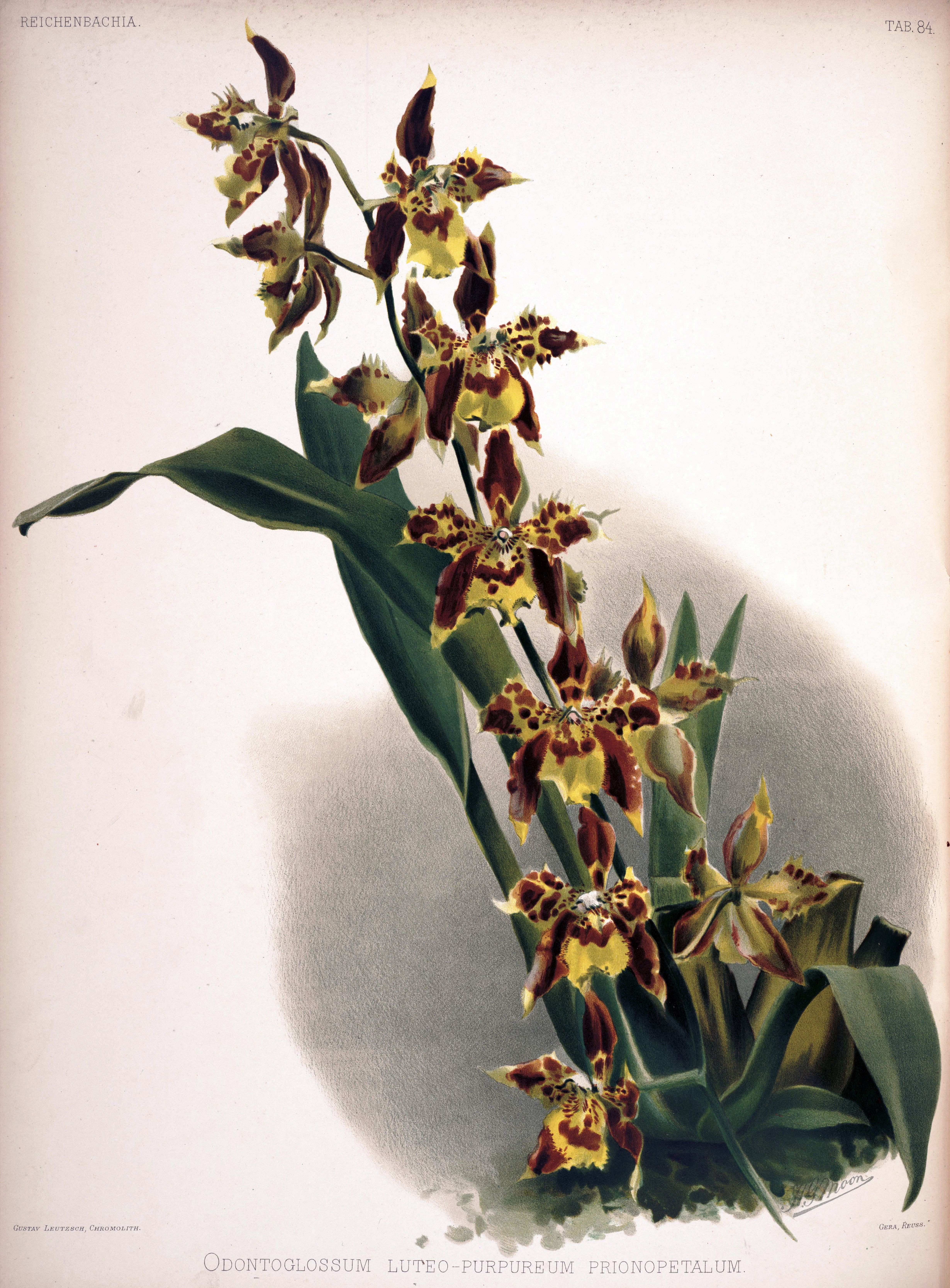